# Мичуринский (Панинский район)
Мичуринский — посёлок в Панинском районе Воронежской области. Входит в Михайловское сельское поселение.

## География
Посёлок расположен в западной части поселения возле балки Владимировский Лог.
Улицы
- ул. Беговая
- ул. Молодёжная
- ул. Садовая
- ул. Солнечная
- пер. Степной

## История
В середине XX века получил наименование как посёлок «отделения имени Ворошилова Перелешинского сахарного завода». Затем назывался посёлком «Отделения № 3 совхоза Михайловский». В 2005 году получил своё настоящее название посёлок «Мичуринский». В 1970 году институтом «ЦЧОГипросельхозстрой» был выполнен проект планировки и застройки посёлка.

## Население
| 2000 | 2005 | 2007 | 2010 |
| ---- | ---- | ---- | ---- |
| 314  | ↘290 | ↘267 | ↘258 |